# Platanaceae
Platanaceae је фамилија дрвенастих скривеносеменица из реда Proteales. Једини савремени представник фамилије је род платана. 